# Kloster Aghagower

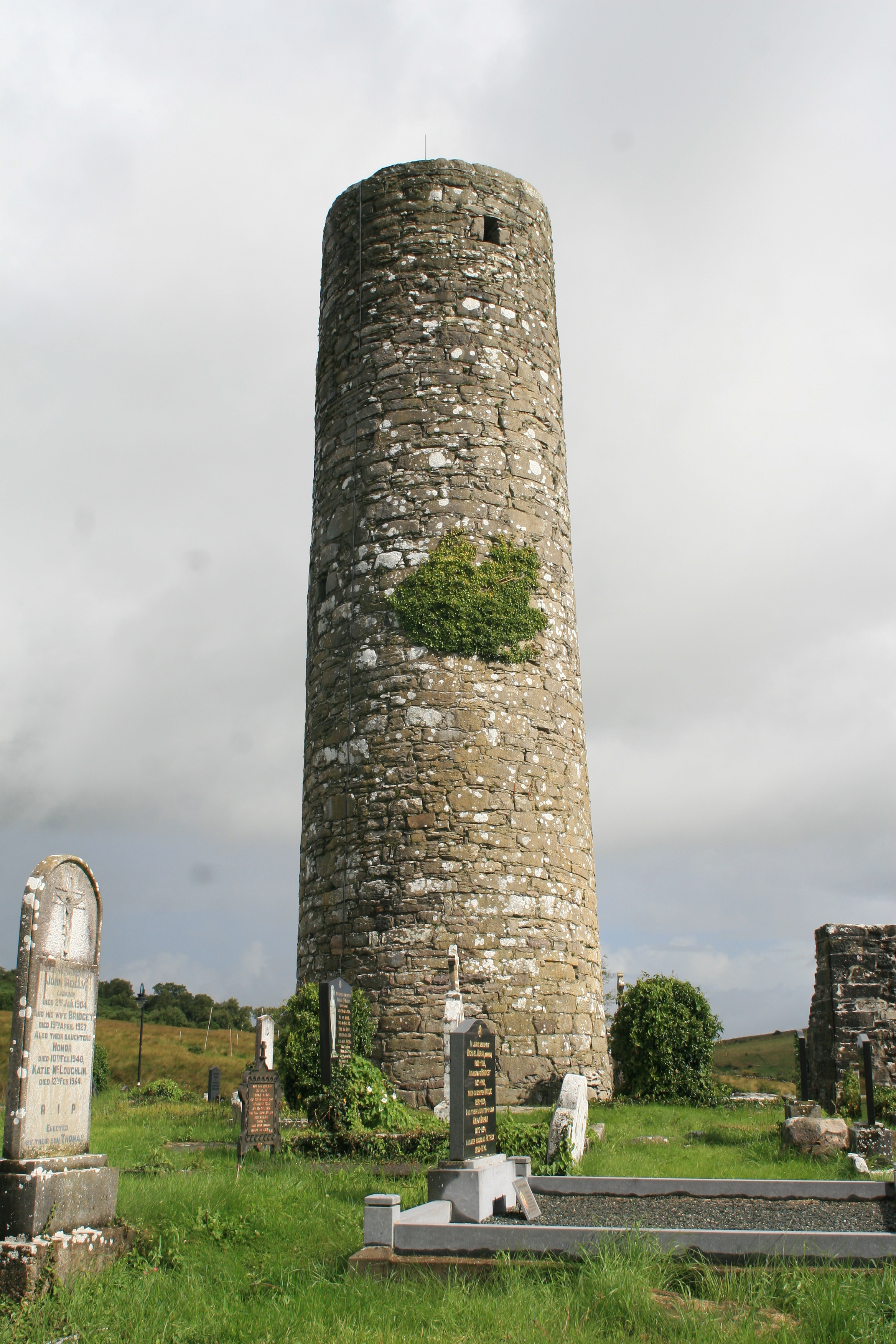
Rundturmrest, der auf das 12. Jahrhundert datiert wird

Das Kloster Aghagower (irisch Achadh Ghobhair, dt. „Ziegenfeld“) soll auf eine Gründung Patricks zurückgehen, der hier einen Bischofssitz der iroschottischen Kirche gründete. Das Kloster liegt in der gleichnamigen Ortschaft, etwa 7,5 km südöstlich von Westport im County Mayo in Irland. 1216 fiel die Diözese der römisch-katholischen Kirche in Irland an das Erzbistum Tuam und seither war Aghagower kein Bischofssitz mehr. Spätestens seit dem 15. Jahrhundert bestand kein Kloster mehr und die Kirche diente als Gemeindekirche.

## Geschichte
In Aghagower weihte Patrick Senach zum ersten Bischof. Zwei Quellen, die beide für Taufen genutzt wurden, in unmittelbarer Nähe zur Kirche gaben dem Platz seinen Namen. Der Tod mehrerer klösterlicher Verwalter (in Irisch airchinneach genannt) ist in den Annalen in den Jahren 1094, 1233 und 1247 festgehalten.

## Erhaltene Bauten

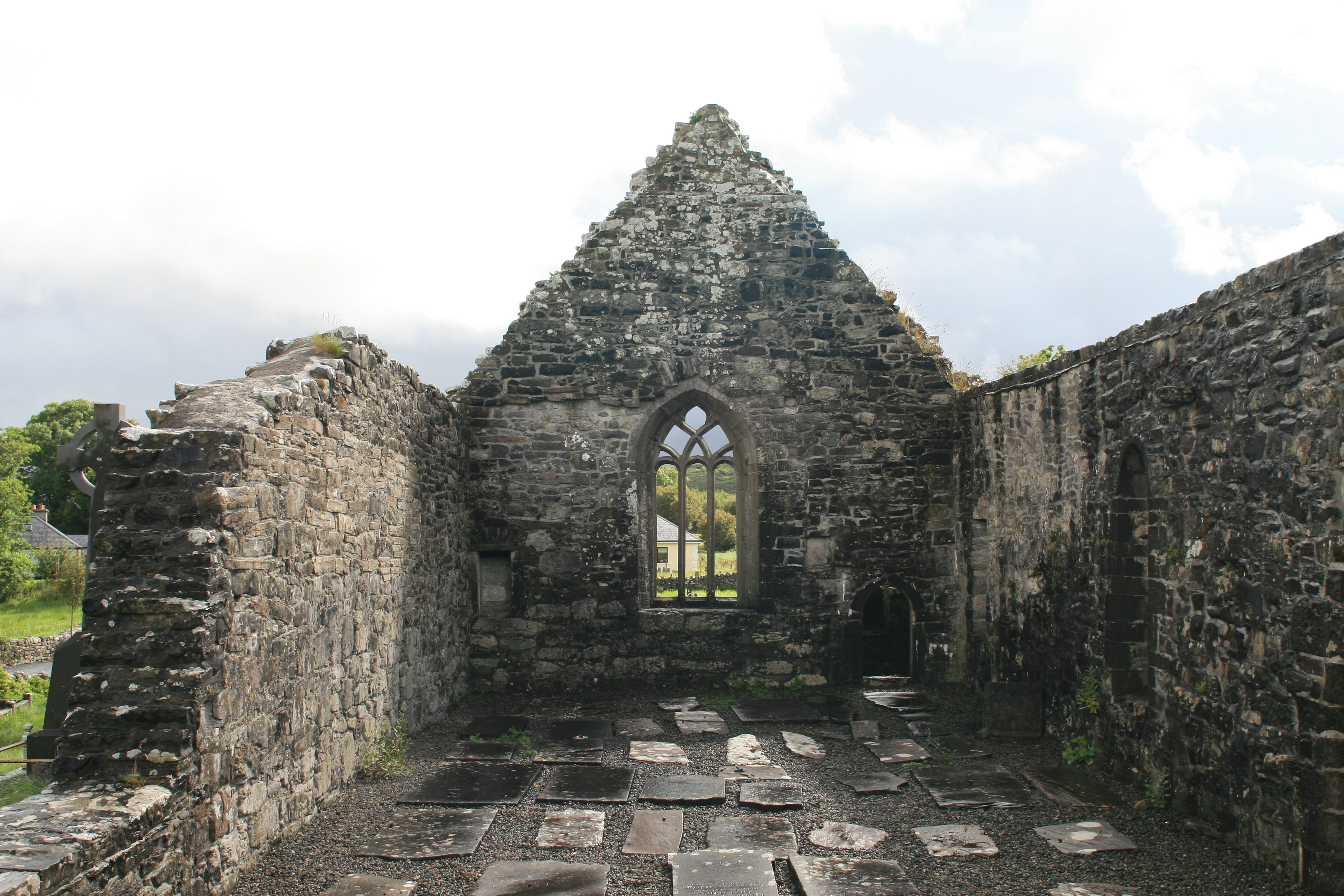
Kirche aus dem 15. Jahrhundert, die neben dem Rundturm errichtet worden ist

Vier Etagen des Rundturms blieben erhalten. Das Dach wurde Opfer eines Blitzschlags. Der jetzige ebenerdige Eingang stammt aus der Neuzeit. Die einschiffige Kirche nebenan stammt aus dem 15. Jahrhundert, wobei frühere Teile (Spolien) erhalten sind.
Das umliegende Gelände wird als Friedhof genutzt. Südlich davon wurde eine moderne Kirche errichtet. An der Grenze zwischen dem Friedhof und dem Kirchengelände wurde am 15. August 2006 eine Patrick-Statue eingeweiht, die daran erinnert, dass Patrick von Aghagower im Jahr 441 zum Croagh Patrick aufbrach, um dort für 40 Tage zu fasten und danach zurückkehrte, um mit Senach Ostern zu feiern.